# Dysydenci
Dysydenci (ang. dissenter, z łac. dissentire = odłączony, odstępca) – tradycyjne, wychodzące już z użycia, określenie wiernych tych Kościołów protestanckich, które w Anglii, Walii, Szkocji i Irlandii były odrębne od Kościołów państwowych tj. Kościoła Anglii i Kościoła Szkocji.
Po raz pierwszy oficjalnie użyto tego określenia (Protestant Dissenters) w ustawie o tolerancji (Act of Toleration) z 1688 roku. Nazywani tak byli przede wszystkim prezbiterianie, kongregacjonaliści, baptyści, kwakrzy i metodyści.
W XVIII wieku dysydentami nazywano także brytyjskich katolików. Od połowy tego wieku na określenie dysydentów zaczęto zamiennie stosować nazwę "nonkonformiści" (ang. Nonconformists).

## Znani dysydenci
- John Bunyan
- Daniel Defoe
- George Fox
- Matthew Henry
- James Legge
- Joseph Priestley
- William Carey